# Presseabteilung
De Presseabteilung was een persafdeling die vlak na de Duitse inname van Noorwegen in april 1940 werd opgericht. De afdeling had de taak om de inhoud van de nieuwsbladen in heel Noorwegen te controleren. 